# Рохтас (округ)
Рохтас (хинди रोहतास जिला; англ. Rohtas) — округ на юго-западе индийского штата Бихар. Образован в 1972 году из части территории округа Шахабад. Административный центр — город Сасарам. Площадь округа — 3850 км². По данным всеиндийской переписи 2001 года население округа составляло 2 450 748 человек. Уровень грамотности взрослого населения составлял 73,37%, что немного ниже среднеиндийского уровня (59,5 %). Входит в Красный коридор.
Крупные города — Сасарам и Дехри.